# Пљеш
Пљеш (слч. Pleš) насељено је мјесто са административним статусом сеоске општине (слч. obec) у округу Лучењец, у Банскобистричком крају, Словачка Република.

## Становништво
| Година:    | 1994. | 2004.   | 2014.   | 2024.    |
| ---------- | ----- | ------- | ------- | -------- |
| Број људи: | 223   | 235     | 223     | 185      |
| Разлика:   |       | +5,38 % | -5,10 % | -17,04 % |

| Година:    | 2023. | 2024.   |
| ---------- | ----- | ------- |
| Број људи: | 188   | 185     |
| Разлика:   |       | -1,59 % |

Према подацима о броју становника из 2011. године насеље је имало 217 становника.